# シーキングザゴールド
シーキングザゴールド（Seeking the Gold、1985年4月7日 - 2016年7月28日）はアメリカ合衆国の競走馬・種牡馬。主な勝ち鞍は1988年のドワイヤーステークス、スーパーダービー。
馬名は「金を探している」という意で父のミスタープロスペクター（探鉱者）からの連想である。
産駒はおもにスプリント戦 - マイル戦を得意としていたが、本馬は現役時代おもに中距離を得意としていた。種牡馬としても成功を収め、日本でも1998年のスプリンターズステークスで産駒が1着と2着を占める（1着マイネルラヴ、2着シーキングザパール）など馬場に適応している。
また、北アメリカのリーディングサイアーで日本でもユートピアなどを輩出したフォーティナイナーや、日本に種牡馬として輸入され成功を収めたブライアンズタイム、牝馬でケンタッキーダービーを勝ったウイニングカラーズとは同期である。
2008年、この年の繁殖シーズン後に23歳という高齢とそれにともなう生殖能力の低下を理由に種牡馬を引退した。2016年7月28日、老衰のため安楽死となった。

## 競走成績
- 1987年（1戦1勝）
  - メイドン戦
- 1988年（12戦6勝）
  - ドワイヤーステークス (G1) 、スーパーダービー (G1) 、ピーターパンステークス (G2)
- 1989年（2戦1勝）
  - アローワンス

## 代表産駒

### アメリカ調教馬
- 1991年産
  - Heavenly Prize（フリゼットステークス、テストステークス、アラバマステークス、ガゼルハンデキャップ、ベルデイムステークス、アップルブロッサムハンデキャップ、オグデンフィップスハンデキャップ、ゴーフォーワンドハンデキャップ、パーソナルエンスンハンデキャップ）
- 1992年産
  - Flanders（スピナウェイステークス、フリゼットステークス、ブリーダーズカップ・ジュヴェナイルフィリーズ）
- 1995年産
  - Cape Town（フロリダダービー）
- 1996年産
  - Oh What a Windfall（メイトロンステークス）
  - Lujain（ミドルパークステークス）
- 1997年産
  - Cash Run（ブリーダーズカップ・ジュヴェナイルフィリーズ）
  - Dream Supreme（テストステークス、バレリーナハンデキャップ）
  - Favorite Funtime（サンタマリアハンデキャップ）
- 1998年産
  - Victory Ride（テストステークス）
- 2001年産
  - Pleasant Home（ブリーダーズカップ・ディスタフ）
- 2003年産
  - Jazil（ベルモントステークス）
  - Bob and John（ウッドメモリアルステークス）

他多数

### アメリカ国外調教馬
- 1994年産
  - シーキングザパール（NHKマイルカップ、モーリス・ド・ゲスト賞、デイリー杯3歳ステークス、シンザン記念、フラワーカップ、ニュージーランドトロフィー4歳ステークス、シルクロードステークス）
  - オープニングテーマ（中日スポーツ賞4歳ステークス）
- 1995年産
  - マイネルラヴ（スプリンターズステークス、セントウルステークス、シルクロードステークス、種牡馬）
- 1996年産
  - Dubai Millennium（ジャック・ル・マロワ賞、クイーンエリザベス2世ステークス、ドバイワールドカップ、プリンスオブウェールズステークス、種牡馬）
  - ゴールドティアラ（マイルチャンピオンシップ南部杯、ユニコーンステークス、シリウスステークス、かきつばた記念、プロキオンステークス）
- 1997年産
  - Secret Savings（ドンカスターハンデキャップ）
- 2001年産
  - ダージー（種牡馬）
  - シーキングザベスト（武蔵野ステークス、種牡馬）
- 2002年産
  - シーチャリオット（東京ダービー、羽田盃、京浜盃、平和賞）

### 母父としての主な産駒
※日本国内調教馬のみ
- 1996年産
  - ロードプラチナム（函館記念）
- 2000年産
  - マイネルモルゲン（ダービー卿チャレンジトロフィー、京成杯オータムハンデキャップ2回）
  - マルブツトップ（佐賀記念）
- 2001年産
  - シーキングザダイヤ（ニュージーランドトロフィー、日本テレビ盃、浦和記念、アーリントンカップ、兵庫ゴールドトロフィー）
  - キョウワロアリング（北九州記念）
- 2004年産
  - ローブデコルテ（優駿牝馬）
  - ホワイトメロディー（関東オークス、クイーン賞）
- 2007年産
  - バーディバーディ（兵庫チャンピオンシップ、ユニコーンステークス）
  - ゴルトブリッツ（帝王賞、アンタレスステークス2回、マーキュリーカップ）
- 2009年産
  - アルキメデス（朝日チャレンジカップ）
- 2010年産
  - グレイスフルリープ（コリアスプリント、JBCスプリント、サマーチャンピオン、東京スプリント、兵庫ゴールドトロフィー）
- 2016年産
  - ケイアイパープル（佐賀記念、白山大賞典）
- 2017年産
  - ケイアイドリー（北海道スプリントカップ）[2]

## 血統表
| シーキングザゴールドの血統  | シーキングザゴールドの血統                                     | シーキングザゴールドの血統                                     | （血統表の出典）                                               | （血統表の出典） |
| 父系                        | ミスタープロスペクター系                                       | ミスタープロスペクター系                                       | ミスタープロスペクター系                                       | [ § 2 ]          |
| 父 Mr. Prospector 1970 鹿毛 | 父の父Raise a Native 1961 栗毛                                 | Native Dancer                                                  | Polynesian                                                     | Polynesian       |
| 父 Mr. Prospector 1970 鹿毛 | 父の父Raise a Native 1961 栗毛                                 | Native Dancer                                                  | Geisha                                                         |                  |
| 父 Mr. Prospector 1970 鹿毛 | 父の父Raise a Native 1961 栗毛                                 | Raise You                                                      | Case Ace                                                       | Case Ace         |
| 父 Mr. Prospector 1970 鹿毛 | 父の父Raise a Native 1961 栗毛                                 | Raise You                                                      | Lady Glory                                                     |                  |
| 父 Mr. Prospector 1970 鹿毛 | 父の母Gold Digger 1962 鹿毛                                    | Nashua                                                         | Nasrullah                                                      | Nasrullah        |
| 父 Mr. Prospector 1970 鹿毛 | 父の母Gold Digger 1962 鹿毛                                    | Nashua                                                         | Segula                                                         |                  |
| 父 Mr. Prospector 1970 鹿毛 | 父の母Gold Digger 1962 鹿毛                                    | Sequence                                                       | Count Fleet                                                    | Count Fleet      |
| 父 Mr. Prospector 1970 鹿毛 | 父の母Gold Digger 1962 鹿毛                                    | Sequence                                                       | Miss Dogwood                                                   |                  |
| 母 Con Game 1974 黒鹿毛     | 母の父Buckpasser 1963 鹿毛                                     | Tom Fool                                                       | Menow                                                          | Menow            |
| 母 Con Game 1974 黒鹿毛     | 母の父Buckpasser 1963 鹿毛                                     | Tom Fool                                                       | Gaga                                                           |                  |
| 母 Con Game 1974 黒鹿毛     | 母の父Buckpasser 1963 鹿毛                                     | Busanda                                                        | War Admiral                                                    | War Admiral      |
| 母 Con Game 1974 黒鹿毛     | 母の父Buckpasser 1963 鹿毛                                     | Busanda                                                        | Businesslike                                                   |                  |
| 母 Con Game 1974 黒鹿毛     | 母の母Broadway 1959 鹿毛                                       | Hasty Road                                                     | Roman                                                          | Roman            |
| 母 Con Game 1974 黒鹿毛     | 母の母Broadway 1959 鹿毛                                       | Hasty Road                                                     | Traffic Court                                                  |                  |
| 母 Con Game 1974 黒鹿毛     | 母の母Broadway 1959 鹿毛                                       | Flitabout                                                      | Challedon                                                      | Challedon        |
| 母 Con Game 1974 黒鹿毛     | 母の母Broadway 1959 鹿毛                                       | Flitabout                                                      | Bird Flower                                                    |                  |
| 母系(F-No.)                 | (FN:5-c)                                                       | (FN:5-c)                                                       | (FN:5-c)                                                       | [ § 3 ]          |
| 5代内の近親交配             | Bull Dog・Sir Gallahad 5×5×5、Discovery 5×5、Blue Larkspur 5×5 | Bull Dog・Sir Gallahad 5×5×5、Discovery 5×5、Blue Larkspur 5×5 | Bull Dog・Sir Gallahad 5×5×5、Discovery 5×5、Blue Larkspur 5×5 | [ § 4 ]          |
| 出典                        | 1. 2. 3. 4.                                                    | 1. 2. 3. 4.                                                    | 1. 2. 3. 4.                                                    | 1. 2. 3. 4.      |

父ミスタープロスペクター、母父バックパサー（またはトムフール系）という血統はニックスとして有名であり、同じ配合の馬に種牡馬として成功したミスワキ、ウッドマンなどがいる。